# Bosanska Artiljerija
Bosanska Artiljerija (ou "Artillerie Bosniaque" en français) est une chanson patriotique bosniaque écrite pendant la Guerre de Bosnie-Herzégovine , durant les Guerres de Yougoslavie.
Elle fut créée sous la République de Bosnie-Herzégovine entre 1992 et 1995 pour les soldats bosniaques.

## Paroles
Junak do junaka, rodila nas majka,
našu Bosnu čuvamo.
Pjevaj Bosno dušmani nek znaju,
da se lako ne damo.

Pjevaj Bosno dušmani nek znaju,
da se lako ne damo.

Sarajevo, Rogatica, Višegrad, Vlasenica,
tu mi leži pokraj srca.
Zvornik, Tuzla, Kalesija, Devetak i Kiseljak,
svaki borac veseljak.

Artiljerija! Bosanac sam bekrija. (x2)
Moja Bosna ponosna!

Artiljerija! Bosanac sam bekrija. (x2)
Moja Bosna ponosna!

Junak do junaka, rodila nas majka,
našu Bosnu čuvamo.
Pjevaj Bosno dušmani nek znaju,
da se lako ne damo.

Pjevaj Bosno dušmani nek znaju,
da se lako ne damo.

Maglaj, Doboj, Srebrenica, Mostar, Prijedor i Zenica,
tu mi leži pokraj srca.
Zvornik, Tuzla, Kalesija, Devetak i Kiseljak,
svaki borac veseljak.

Artiljerija! Bosanac sam bekrija. (x2)
Moja Bosna ponosna!

Artiljerija! Bosanac sam bekrija. (x2)
Moja Bosna ponosna!

## Traduction
Héros des héros, 
né de nos mères,
nous gardons notre Bosnie.
Chantez pour la Bosnie, 
faites savoir à l'ennemi, que nous n'abandonnerons pas 

Chantez pour la Bosnie, faites savoir à l'ennemi,
que nous n'abandonnerons pas.

Sarajevo, Rogatica, Visegrad, Vlasenica,
ils sont dans mon cœur. 
Zvornik, Tuzla, Kalesija, Devetak et Kiseljak,
chaque combattant est un garçon joyeux

Artillerie! Je suis un bon à rien bosniaque. (x2)
Ma fière Bosnie ! 

Artillerie! Je suis un bon a rien bosniaque. (x2)
Ma fière Bosnie !
Héros des héros, 
né de nos mères,
nous gardons notre Bosnie.
Chantez pour la Bosnie, 
faites savoir à l'ennemi, que nous n'abandonnerons pas 

Chantez pour la Bosnie, faites savoir à l'ennemi,
que nous n'abandonnerons pas.

Maglaj, Doboj, Srebrenica, Mostar, Prijedor et Zenica,
ils étaient dans mon cœur.
Zvornik, Tuzla, Kalesija, Devetak et Kiseljak,
chaque combattant est un garçon joyeux

Artillerie! Je suis un bon à rien bosniaque. (x2)
Ma fière Bosnie !

Artillerie! Je suis une bon à rien bosniaque. (x2)
Ma fière Bosnie !